# Tautoneura dubiosissima
Tautoneura dubiosissima är en insektsart som beskrevs av Irena Dworakowska 1981. Tautoneura dubiosissima ingår i släktet Tautoneura och familjen dvärgstritar.
Artens utbredningsområde är Nepal. Inga underarter finns listade i Catalogue of Life.